# Дубравка (фильм)
«Дубра́вка» — художественный фильм режиссёра Радомира Василевского. Снят по одноимённому рассказу Радия Погодина на Одесской киностудии в 1967 году.

## Сюжет
В центре картины — переживания девушки-подростка в переходном возрасте.
В Крыму, на берегу Чёрного моря живёт девочка по имени Дубравка. Она играет в футбол, плавает в море, бегает с мальчишками наперегонки, с ней постоянно случаются какие-то приключения. Но наступает время, и Дубравка начинает взрослеть. Она словно в подвешенном состоянии: играть с мальчишками, возиться с малышами ей больше не очень интересно, а более взрослые ребята и девушки не обращают на неё особого внимания, относясь к ней как к ребёнку (эпизод с репетицией спектакля «Снежная королева»).
В доме Дубравки временно поселяется Валентина Григорьевна — красивая молодая женщина, приехавшая отдыхать дикарём. Окружающие принимают её за известную актрису, но Валентина Григорьевна — инженер по набивным тканям. Поначалу она очень нравится девочке, Дубравка буквально влюбляется в неё. Но потом сосед Дубравки — Пётр Петрович, одинокий отец двух ребятишек — и Валентина Григорьевна проникаются друг к другу симпатией, и Дубравка начинает её сильно ревновать. Она сообщает Валентине Григорьевне, что у него «было пять жён, а шестую он отравил керосином».  К тому же этот Пётр Петрович часто подтрунивает над Дубравкой, хотя и добродушно, называя её «лихой пантерой». Однажды Пётр Петрович нечаянно разбивает очень красивую морскую раковину, которую Дубравка с большим трудом выловила в море для Валентины Григорьевны. Это событие сильно расстраивает Дубравку. Девочка не знает, куда деваться от бурлящих в ней противоречивых чувств, импульсивно реагируя на все обидные, по её мнению, слова в свой адрес. В то же время она жадно ловит малейшие проявления искренней доброжелательности окружающих.
Юная Дубравка к концу фильма начинает понимать, что человеческие отношения требуют участия и душевных затрат, и её нелепые конфликты постепенно начинают разрешаться сами собой. Она мирится со своим дворовым соперником по прозвищу Утюг, находит взаимопонимание с Петром Петровичем (тот спасает Дубравку в море во время шторма), чувствует, что незаслуженно обидела Валентину Григорьевну.
В заключительных сценах, она провожает своих друзей в Ленинград и обещает сообщить Петру Петровичу адрес уехавшей Валентины Григорьевны.

## В ролях
| Актёр            | Роль                  |
| ---------------- | --------------------- |
| Лина Бракните    | Дубравка              |
| Ниёле Викирайте  | Валентина Григорьевна |
| Виталий Фадеев   | Пётр Петрович         |
| Костя Усатов     | Серёжка               |
| Ольга Аникина    | Наташка               |
| Георгий Слабиняк | Илья Фомич            |
| Сергей Тихонов   | Утюг                  |
| Миша Черныш      | Зелёнка               |

### Драмкружковцы
| Актёр              | Роль                           |
| ------------------ | ------------------------------ |
| Алла Витрук        | Снежная королева Зина Курицына |
| Виктор Семёновский | Советник Коля                  |
| Рональд Гравис     | Сказочник Яша                  |
| Нина Вильвовская   | Маленькая разбойница Лиза      |
| Ирина Савченко     | бабушка                        |
| Ольга Семёнова     | Герда                          |
| Валерий Зубарев    | Кей Юра                        |
| Люда Ицекзон       |                                |
| В. Киселёв         |                                |
| Н. Лазарева        |                                |
| Т. Сливченко       |                                |
| Вячеслав Лобода    |                                |
| Д. Вовк            |                                |

### Друзья Утюга
- С. Зайченко
- В. Каргапольцев
- А. Корсунский
- Н. Марунич
- М. Сопов
- В. Шестаков
- С. Шубин

### В эпизодах
| Актёр              | Роль                                  |
| ------------------ | ------------------------------------- |
| Георгий Милляр     | почтальон, бывший актёр Антон Юрьевич |
| Екатерина Калинина | бабушка Дубравки                      |
| Анатолий Обухов    | болельщик                             |
| Лев Перфилов       | отдыхающий на пляже                   |
| Григорий Лямпе     | отдыхающий на пляже                   |
| Сергей Пономарёв   |                                       |
| Алексей Строев     |                                       |
| Николай Криворуков |                                       |

## Музыка
В фильме задействовано несколько популярных композиций того времени, в том числе песня «Paris tu m’as pris dans tes bras», получившая известность в исполнении Энрико Масиаса (1964), а также «The Green Leaves of Summer», вошедшая много лет спустя в блокбастер Квентина Тарантино «Бесславные ублюдки» (2009).